# Riefensberg
Riefensberg ist eine Gemeinde in Österreich in Vorarlberg im Bezirk Bregenz in der Region Vorderer Bregenzerwald mit 1064 Einwohnern (Stand 1. Jänner 2024).

## Geografie
Riefensberg liegt im westlichsten Bundesland Österreichs, Vorarlberg, im Bezirk Bregenz. Die Nordwestgrenze bildet die Weißach, die Südwestgrenze die Bolgenach. Diese fließen in rund 600 Meter Seehöhe. Nach Osten steigt das Land erst zu einer Terrasse auf 800 Meter an, auf der der Ort Riefensberg liegt. Weiter nach Osten erreicht ein steiler Wald den Höhenrücken des Kojen-Schichtkamms mit 1300 Meter, um dann zum Hennenmoos abzufallen. Hier liegt das Naturschutzgebiet Kojen-Moos und das Schigebiet Hochhäderich.
Die Gemeinde hat eine Fläche von fünfzehn Quadratkilometer, 44 Prozent werden landwirtschaftlich genutzt, ein Drittel ist bewaldet, dreizehn Prozent sind Almen.

### Gliederung
Es existieren keine weiteren Katastralgemeinden in Riefensberg.

### Nachbargemeinden
Die Gemeinde Riefensberg grenzt mit ihrem Gemeindegebiet an drei österreichische und eine deutsche Gemeinde. Es sind dies die ebenfalls im österreichischen Bezirk Bregenz liegenden Gemeinden Sulzberg, Krumbach und Hittisau sowie der deutsche Markt Oberstaufen im bayrischen Landkreis Oberallgäu.
|          | Sulzberg                                    |                         |
| Krumbach | Kompassrose, die auf Nachbargemeinden zeigt | Oberstaufen (Bayern, D) |
|          | Hittisau                                    |                         |

## Geschichte
Das Gebiet wurde um das Jahr 1000 besiedelt. Es gehörte den Grafen von Montfort, die in ihrem Jagdgebiet zum Schutz einen Steinturm bauten. Darum siedelten sich Bauern aus dem Mittelbregenzerwald an, und rodeten das Land. Um 1100 schenkten die Grafen von Montfort den westlichen Teil, den heutigen Meierhof, dem Kloster Mehrerau. Dort rodeten die Mönche und es entstand ein großer Gutshof, um den sich wieder Bauern ansiedelten.
Die erste urkundliche Erwähnung stammt als Rivinsperc aus dem Jahr 1249.
Die Grafen von Montfort bauten neben dem Jagdturm eine Kapelle, die dem hl. Leopold geweiht war. Im Jahr 1426 wurde Riefensberg zur Pfarre erhoben. Die Kapelle wurde abgerissen und an ihrer Stelle eine Kirche errichtet, die 1430 geweiht wurde.
Die Habsburger regierten die Orte in Vorarlberg wechselnd von Tirol und Vorderösterreich (Freiburg im Breisgau) aus. Von 1805 bis 1814 gehörte Riefensberg zu Bayern, dann wieder zu Österreich. Zum österreichischen Bundesland Vorarlberg gehört der Ort seit der Gründung 1861. Von der 1902 eröffneten Bregenzerwaldbahn profitierte auch Riefensberg, spätestens ab 1923 war die Gemeinde durch einen privat betriebenen Omnibuszubringer mit deren Bahnhof Langenegg-Krumbach verbunden. Von 1945 bis 1955 lag Riefensberg in der französischen Besatzungszone in Österreich.

### Bevölkerungsentwicklung

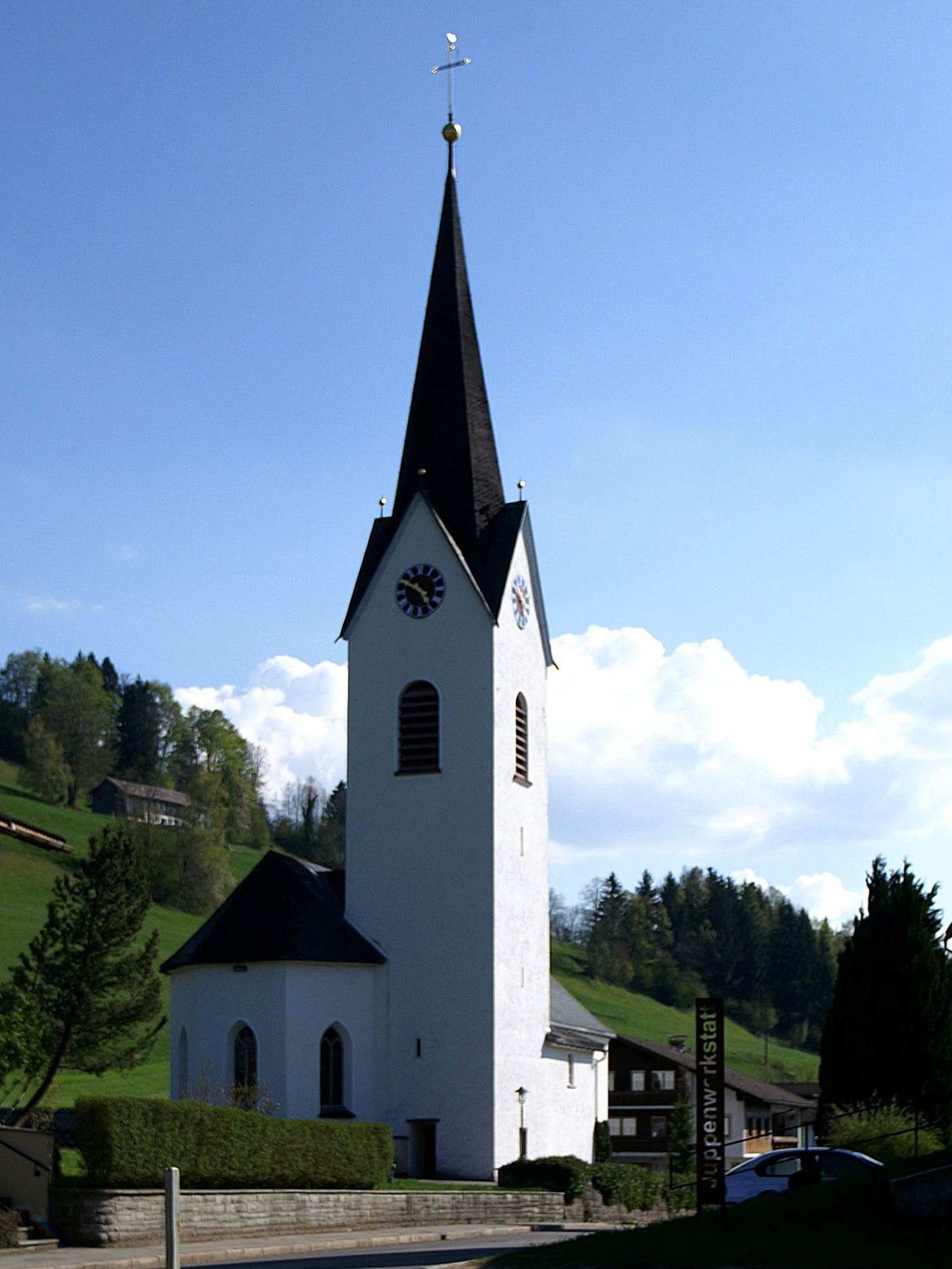
Pfarrkirche Riefensberg

Die Einwohnerzahl nimmt in den letzten Jahrzehnten trotz einer negativen Wanderungsbilanz zu, da dies durch eine stärker positive Geburtenbilanz wettgemacht wird.

## Kultur und Sehenswürdigkeiten

### Bauwerke
- Pfarrkirche Riefensberg

### Natur und Tradition

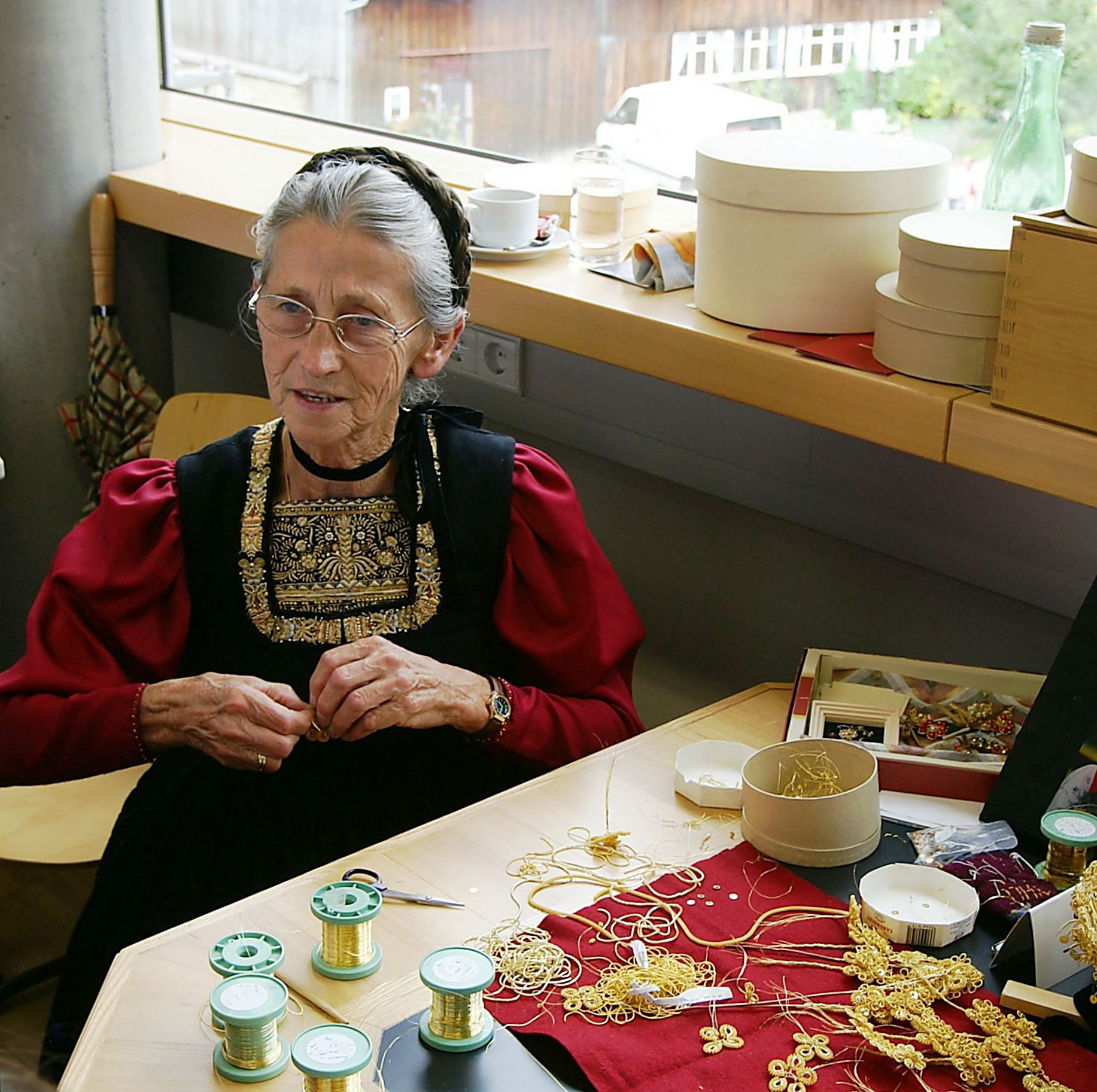
In der Juppenwerkstatt

Spiel auf dem Golfplatz mitten im Grünen

- Der Ort ist Mitglied des deutsch-österreichischen Gemeinschaftsprojekts Naturpark Nagelfluhkette.
- In der Juppenwerkstatt Riefensberg, die besichtigt werden kann, wird die traditionelle Bregenzerwälder Frauentracht hergestellt.[5]
- Ein Naturdenkmal ist der Gletscherschliff Riefensberg.

### Sport und Freizeit
In Riefensberg befindet sich
- ein 18-Loch-Golfplatz mit Sommergreens – der Golfpark Bregenzerwald
- ein Fußballclub, der  FC Riefensberg, der in der Saison 2007/2008 in der 1. Landesklasse (Sechste österreichische Liga) spielte. Aktuell (2019) spielt der Verein in der 1. Landesklasse
- ein Tennisclub, der TC Riefensberg
- ein Volleyballclub, der VC Riefensberg
- ein Skiverein, der SV Riefensberg

## Wirtschaft und Infrastruktur

### Wirtschaftssektoren
Die Landwirtschaft spielt eine wichtige Rolle. Von den 63 landwirtschaftlichen Betrieben des Jahres 2010 wurden 29 im Haupterwerb geführt. 
Von den 155 Erwerbstätigen des Produktionssektors arbeitete mehr als die Hälfte in der Bauwirtschaft, 45 im Bereich Herstellung von Waren und 27 im Bergbau. Die größten Arbeitgeber des Dienstleistungssektors waren die Bereiche Handel (32), soziale und öffentliche Dienste (29), freiberufliche Tätigkeiten (22) und Beherbergung und Gastronomie (19 Erwerbstätige).
| Wirtschaftssektor            | Anzahl Betriebe | Anzahl Betriebe | Erwerbstätige | Erwerbstätige |
| Wirtschaftssektor            | 2011            | 2001            | 2011          | 2001          |
| ---------------------------- | --------------- | --------------- | ------------- | ------------- |
| Land- und Forstwirtschaft 1) | 63              | 71              | 57            | 41            |
| Produktion                   | 25              | 17              | 155           | 80            |
| Dienstleistung               | 57              | 35              | 122           | 95            |

1) Betriebe mit Fläche in den Jahren 2010 und 1999

### Fremdenverkehr
Der Fremdenverkehr ist ein wichtiger Wirtschaftszweig. Die Anzahl der Übernachtungen stieg von 26.000 im Jahr 2010 auf 37.000 im Jahr 2019. Die wichtigste Saison ist der Winter mit einer Spitze im Februar.
Im Ortsteil Hochlitten gibt es seit Anfang der 1960er Jahre ein kleines Skigebiet.

### Bildung
Im Ort gibt es einen Kindergarten, wo 93,6 % der 3–6-Jährigen betreut werden. Die Volksschule der Gemeinde besuchen 50 Schüler (Stand: 2020/21).

## Politik

### Gemeindevertretung
In Vorarlberg wählen die Bürger alle fünf Jahre die Mitglieder der Gemeindevertretung durch Ankreuzen eines Listen-Wahlvorschlages bzw. durch Mehrheitswahl wenn kein Listenvorschlag vorliegt. Weiters den Bürgermeister durch Ankreuzen eines Wahlvorschlages.
Die Gemeindevertretung wählt in der konstituierenden Sitzung aus ihrer Mitte – sofern keine Wahl durch die Bürger zustande kam – gemäß § 61 Gemeindegesetz einen Bürgermeister und dann einen mindestens dreiköpfigen Gemeindevorstand. Die Zahl dieser „Gemeinderäte“ darf aber gemäß § 55 den vierten Teil der Zahl der Gemeindevertreter nicht übersteigen.
Der Bürgermeister führt den Vorsitz bei den generell öffentlichen Sitzungen der Gemeindevertretung, in denen kommunale Belange besprochen und Beschlüsse gefasst werden. Beobachter haben kein Mitspracherecht und kein Stimmrecht. Die Gemeindevertretung kann nach Bedarf Ausschüsse bestellen. Sitzungen des Gemeindevorstandes und der Ausschüsse sind nicht öffentlich.

#### Sitzverteilung nach den Wahlen
- Gemeindevertretungswahlen 1985: Bürgerliste 12.[14]
- Gemeindevertretungswahlen 1990: Bürgerliste 12.[15]
- Gemeindevertretungswahlen 1995: Bürgerliste Riefensberg 12.[16]
- Gemeindevertretungswahlen 2000: Bürgerliste Riefensberg 12.[17]
- Gemeindevertretungswahlen 2005: Bürgerliste Riefensberg 12.[18]
- Gemeindevertretungswahlen 2010: Bürgerliste Riefensberg 12.[19]
- Gemeindevertretungswahlen 2015: Bürgerliste Riefensberg 15.[20]
- Gemeindevertretungswahlen 2020: Bürgerliste Riefensberg 15.[21]
- Gemeindevertretungswahlen 2025: Bürgerliste Riefensberg 15.[22]

### Bürgermeister
- 1945–1962 Jodok Schmelzenbach[23][23]
- 1962–1965 Eduard Willi[23]
- 1965–1980 Georg Hartmann[23]
- 1980–2000 Leopold Willi[23]
- 2000 – 2015 Herbert Dorn[24]
- seit 2015 Ulrich Schmelzenbach[24][25][26]

### Wappen
Der Gemeinde wurde 1948 folgendes Wappen verliehen: In silbernem Schilde erscheint ein dunkelbraunes Jagdhorn mit goldenen Beschlägen und einer grünen Schnur. Im Schildesfuße erhebt sich ein grüner Dreiberg mit erhöhter Mittelkuppe.

## Persönlichkeiten
- Josef Fink (1840–1914), Pfarrer und Politiker
- Bernward Schmid (1920–2010), Kunstschmied und Laienbruder